# اریک لوندکویست
اریک لوندکویست (سوئدی: Erik Lundqvist؛ ۲۹ ژوئن ۱۹۰۸ – ۷ ژانویه ۱۹۶۳) پرتاب‌گر نیزه اهل سوئد بود.
وی در مسابقات کشوری و بین‌المللی در مجموع برندهٔ ۱ مدال طلا شده‌است.